# العلاقات الإسبانية السعودية
تشير إلى العلاقات الثنائية بين الـمملكة العربية الـسعودية ومملكة إسبانيا.

## بذرة تاريخية
العلاقات السعودية الأسبانية ليست مجرد علاقة صداقة وتعاون واحترام متبادل بين بلدين جمعت بينهما العديد من القواسم المشتركة والروابط الوثيقة، ليس أقلّها الروابط الحضارية، فقد تجاوزت العلاقة بين البلدين المفهوم التقليدي لمعنى الصداقة، عندما توثّقت بالزيارات المتبادلة على أعلى المستويات، وبالشراكة الإستراتيجية التي شملت كافة المجالات، وبالاتفاقيات الثنائية التي شملت كل الميادين، والأهم من ذلك كلّه، عندما ترسّخت بالمواقف المتشابهة إزاء قضايا الـمنطقة، وقضايا العالم، وعلى الأخص قضية السلام في الشرق الأوسط، التي لعبت المملكتان دورًا بارزًا في تذليل الصعاب التي تعترضها: إسبانيا عبر مؤتمر مدريد للسلام الذي عقد عام 1991، والذي تمخّض عن إحدى أهم مرجعيات قضية النزاع العربي الإسرائيلي، ممثلاً في مبدأ الأرض مقابل السلام. والـسعودية عبر المبادرة العربية للسلام، التي وضع أساسها خـادم الـحرمين الـشريفين، عندما كان وليًا للعهد، ثم تحوّلت إلى مبادرة عربية، عندما تبنّتها القمة العربية في بيروت في مارس 2002؛ ولتصبح هي الأخرى أساسًا للتسوية الشاملة والعادلة والدائمة المبنية على قرارات الشرعية الدولية، وفي مقدمتها القراران 242 و 383، وقد عقد المؤتمر العالمي للحوار بين أتباع الأديان الذي رعاه خـادم الـحرمين الـشريفين في العاصمة الأسبانية مدريد في الفترة من 16 إلى 18 يوليو 2008، ونظمته منظمة المؤتمر الإسلامي، وقد دعيت له أكثر من 200 شخصية عالمية مسلمين ومسيحيين ويهود.
تدرك قيادة البلدين أن العلاقات السعودية - الأسبانية ليست علاقات تقليدية أو علاقة مصالح مشتركة فحسب بل هي امتداد لتاريخ ضخم وليد إرث ثقافي وحضاري صلب القاعدة. ومما يعزز علاقات التعاون بين البلدين الصديقين الاتفاقيات القائمة بينهما ومنها:
- الإتفاقية العامة للتعاون الاقتصادي والأستثماري والفني بين البلدين.
- اتفاقية تعاون في المجال الثقافي وتم توقيعها عام 1404 هـ / 1984، تشمل التعاون في مجالات التعليم العالي والبحوث وتعليم اللغات وتشجيع التعاون بين الجامعات.
- اتفاقية للتعاون في المجال الجوى تم توقيعها عام 1408 هـ / 1988.
- مذكرة تفاهم بشأن المشاورات الثنائية السياسية بين وزارتي الخارجية في البلدين تم توقيعها في الرياض عام 2006 م وهي واحدة من أهم الاتفاقات الثنائية بين البلدين الصديقين.
- اتفاقية تشجيع وحماية الاستثمار بين الـمملكة وإسبانيا تهدف لتشجيع وحماية استثمار مواطني الدولتين في الدولة الأخرى من خلال توفير الأسس القانونية التي تساعد على زيادة النشاط الاستثماري مع منحهم المعاملة الوطنية ومعاملة الدولة الأولى بالرعاية.
- إنشاء صندوق البنى التحتية الأسباني السعودي برأسمال قدره مليار دولار لتمويل عدد من مشاريع البنية التحتية في الـمملكة.
- اتفاقية لتجنب الازدواج الضريبي بين الـمملكة وإسبانيا في شأن الضرائب على الدخل وعلى رأس المال ولمنع التهرب الضريبي.
- مذكرة للتفاهم في المجالات الصحية بين وزارة الصحة في المملكة ووزارة الصحة والاستهلاك في مملكة إسبانيا.
- اتفاقية حول نقل الأشخاص المحكوم عليهم بعقوبة سالبة للحرية بين الـمملكة وإسبانيا.
- برنامج تنفيذي للتعاون في مجال السياحة بين الهيئة العامة للسياحة والتراث الوطني بالمملكة ووزارة الصناعة والسياحة والتجارة بإسبانيا.

و على الصعيد الاقتصادي تم تأسيس صندوق استثماري بين رجال الأعمال في البلدين تصل قيمته إلى خمسة مليارات دولار للاستثمار المشترك في البلدين. وبلغ حجم الميزان التجاري بين الـمملكة وإسبانيا أكثر من 3,5 بليون دولار أمريكي سنوياً وثلاث مليارات دولار منذ بدء التعاون وتعد المملكة العربية السعودية ثاني أكبر بلد في الشرق الأوسط تصدر لها إسبانيا بمبلغ 770 مليون دولار سنوياً. واشتملت حركة التبادل التجارى على منتجات الصناعة الكيماوية ومايتصل بها والمنتجات المعدنية واللدائن ومصنوعات الانسجة والمعدات الطبية والجراحية والمصنوعات الخشبية وسلع ومنتجات أخرى.

## وصلات خارجية
- السفارة الـسعودية في مدريد